# Carl von Bach

Carl von Bach

Julius Carl Bach, ab 1895 von Bach, (* 8. März 1847 in Stollberg/Erzgeb.; † 10. Oktober 1931 in Stuttgart) war ein deutscher Maschinenbau-Ingenieur und Hochschullehrer.

## Leben
Geboren als Sohn des Sattlermeisters und Wagenbauers Heinrich Julius Bach absolvierte er nach dem Besuch der Volksschule eine Schlosserlehre, die er 1863 trotz körperlicher Schwäche als Folge einer schweren Lungenentzündung erfolgreich abschloss. Danach arbeitete er zunächst in der Maschinenfabrik Hartmann in Chemnitz.
Parallel besuchte er die Höhere Gewerbe- und danach (aus Geldmangel) die Werkmeisterschule in Chemnitz. Seine Leistungen ermöglichten es ihm, von 1866 bis 1868 am Polytechnikum Dresden zu studieren. Während seines Studiums wurde er Mitglied der Sängerschaft Erato (heute in Darmstadt). 1868 folgte er seinem Lehrer Wilhelm von Kankelwitz (1831–1892) als Assistent nach Stuttgart. 1876 bis 1878 war Carl von Bach Fabrikdirektor in der „Lausitzer Maschinenfabrik“ in Bautzen, hier wurden unter anderem Dampffeuerspritzen nach seinen Patenten gebaut. 1878 wurde Bach als ordentlicher Professor an die Technische Hochschule Stuttgart berufen, deren Rektor er von 1885 bis 1888 war. Als erster in Deutschland versuchte er den damals geltenden Grundsatz vom Gegensatz zwischen Theorie und Praxis auf dem Gebiet des Maschinenbaus in Frage zu stellen und setzte sich nachdrücklich für Pflichtpraktika in der Ingenieursausbildung ein. Bach, Julius Carl gründete 1881 ein Ingenieurlaboratorium und 1884 gründete er die Materialprüfungsanstalt Stuttgart. Rufe an die Universitäten in Wien, Berlin und Zürich lehnte Bach ab. 1886 war er Vorsitzender des Vereins Deutscher Ingenieure (VDI). In den Jahren von 1912 bis 1918 war Bach für die Technische Hochschule Mitglied der Ersten Kammer des Württembergischen Landtages. 1922 wurde Bach emeritiert. Zwischen 1922 und 1928 war er Mitglied des Senats der Kaiser-Wilhelm-Gesellschaft.

## Schwerpunkte seiner Arbeit
Bach gilt als der Begründer der modernen statischen Elastizitäts- und Festigkeitslehre. Als damals besonders fortschrittlich galt seine Festigkeitshypothese auf Basis der größten Dehnung (Größtdehnungshypothese). Außerdem führte er das Anstrengungsverhältnis in die Schwingfestigkeitslehre ein. Früh erkannte er auch die Bedeutung der Metallographie für Schadensanalysen und die Entwicklung metallischer Werkstoffe, insbes. für Dampfmaschinen, und trieb deren Weiterentwicklung zusammen mit Richard Baumann voran.
Als Bachs Hauptwerke gelten die 1881 erschienene Schrift Die Maschinenelemente, ihre Bedeutung und Konstruktion, das 1889/1890 erschienene Werk Elastizität und Festigkeit. Die für die Technik wichtigsten Sätze und deren erfahrungsmäßige Grundlage sowie das 1914 gemeinsam mit Richard Baumann publizierte Buch Festigkeitseigenschaften und Gefügebilder der Konstruktionsmaterialien.
Carl von Bach pflegte umfangreiche Kontakte zu Unternehmern und Erfindern wie August Wöhler, Robert Bosch, Paul Daimler, Rudolf Diesel und Graf Ferdinand von Zeppelin. Insbesondere Bosch unterstützte das Wirken Bachs auch finanziell über eine eigens gegründete Robert-Bosch-Stiftung mit einer Summe von einer Million Mark. Daneben war Bach auch im kultur- und gesellschaftswissenschaftlichen Bereich engagiert und gründete z. B. mit Bosch zusammen den Verein zur Förderung der Begabten, der insbes. die Qualifizierung von Ingenieuren im Ausland unterstützen sollte. Er gilt als früher Technokrat, für den nur Leistung und Können über den beruflichen und gesellschaftlichen Aufstieg Einzelner bestimmen sollten. Daher gehörten für ihn auch Humanismus und Philosophie in den Ausbildungskanon einer Technischen Hochschule, womit dem Studium generale der Weg geebnet wurde.

## Ehrungen
- 1894: Erster Träger der Grashof-Denkmünze des Vereins Deutscher Ingenieure
- 1895: Ehrenkreuz des Ordens der Württembergischen Krone verbunden mit der Erhebung in den persönlichen, nicht vererbbaren Adel[6]
- 1895: Ernennung zum Auswärtigen Mitglied der Kgl. Gesellschaft der Wissenschaften und schönen Literatur zu Göteborg
- 1899: Ehrenmitglied des VDI
- 1902: Komturkreuz II. Klasse des Friedrichs-Ordens durch den Württembergischen König
- 1902: Komturkreuz II. Klasse des Königlich Sächsischen Albrechts-Ordens
- 1902: Sächsische Landwehr-Dienstauszeichnung II. Klasse
- 1903: Ehrendoktorwürde (Dr.-Ing. E. h.) der Technischen Hochschule Charlottenburg
- 1906: Königlicher Kronen-Orden zweiter Klasse[7]
- 1913: Ehrenbürgerwürde der Stadt Stollberg/Erzgeb.
- 1913: Honorary Member of the Concrete Institute London
- 1914: Titel und Rang eines „Staatsrates“
- 1914: Kgl. Preußische Denkmünze für verdienstvolle Leistungen im Bau- und Verkehrswesen
- 1914: Preis der Internationalen Baufachausstellung Leipzig
- 1914: Kgl. Sächsische Staatsmedaille
- 1918: Exzellenz (Titel)
- 1917: Ehrenvorsitzender des Württembergischen Bezirksvereins des VDI
- 1924: Wilhelm Exner-Medaille
- 1927: Ehrendoktorwürde (Dr.-Ing. E. h.) der Technischen Hochschule Stuttgart
- 1927: Ehrenbürgerwürde der Stadt Stuttgart
- 1927: Ehrendoktorwürde der Technischen Hochschule Wien
- 1927: Ehrenpräsident des allgemeinen Verbandes der Deutschen Dampfkesselüberwachungsvereine
- 1927: Ehrendoktorwürde der TH Stuttgart
- 1927: Ehrendoktorwürde der Universität Tübingen
- 1929: Ehrenbürger der TH Stuttgart

### Postum
- 1997: Internationale wissenschaftlichen Konferenz in Stollberg zu Bach[8]
- 1997: Benennung des Stollberger Gymnasium nach Bach[8]

## Sonstiges
Carl von Bach ist die seit 1984 von der MPA Stuttgart vergebene Carl-von-Bach-Gedenkmünze gewidmet.

## Schriften
- Mein Lebensweg und meine Tätigkeit – Eine Skizze, Springer-Verlag, Berlin 1926.